# قتلغ نكار خانم
قُتلُغ نگار خانُم أو قُتلُغ نگار بيگم (ت. 911هـ = 1505م) هي الزوجة الأولى لأمير فرغانة عُمر شيخ ميرزا بن أبي سعيد التيموري، وابنة خاقان مغولستان يُونُس خان بن أُويس الجنكيزي، ووالدة ظهير الدين مُحمَّد بابُر، مُؤسس سلطنة مغول الهند.

## أُسرتها وجُذُورها
هي قُتلُغ نگار بنت يُونُس بن أُويس بن شير علي بن مُحمَّد الجنكيزي، خاقان مغولستان. أمُّها دولت أيساں بيگم، الزوجة الأولى لِيُونُس خان. ولقب «الجنكيزي» يُشير إلى نسبها البعيد، فهي ترجع بأصلها إلى جنكيز خان مؤسس إمبراطوريَّة المغول، عبر ثاني أبنائه جغتاي خان. وقُتلُغ نگار هي الإبنة الثانية لِيُونُس خان، من أصل خمس بناتٍ أنجبهُنَّ، وأُختاها الشقيقتان صرن زوجات إخوة زوجها، فشقيقتها الكُبرى «مهر نگار» تزوَّجت أحمد بن أبي سعيد ميرزا، أمَّا شقيقتها الصُغرى «خُب نگار» فتزوَّجت محمود بن أبي سعيد ميرزا.

## زواجها
تزوَّجت قُتلُغ نگار بِالإبن الرابع لِأبي سعيد ميرزا، وهو عُمر شيخ، في سنة 1475م. فكانت أولى زوجاته ووالدة وليّ عهده. قسَّم أبو سعيد دولته بين أبنائه قُبيل وفاته، فكان نصيب عُمر شيخ بلاد فرغانة. وفي مدينة أنديجان أنجبت قُتلُغ نگار لزوجها بكره ظهير الدين مُحمَّد يوم 16 مُحرَّم 888هـ الموافق فيه 14 شُباط (فبراير) 1483م. ولمَّا توفي عُمر شيخ سنة 899هـ المُوافقة لِسنة 1493م، تولَّت قُتلُغ نگار ووالدتها دولت أيساں تربية ابنها البالغ من العُمر عشر سنواتٍ فقط، ورافقته في جميع حملاته العسكريَّة اللاحقة التي سعى فيها لاسترداد مُلك أبيه وتثبيت حُكمه.

## وفاتها
بعد قُرابة خمسة أشهُرٍ أو ستَّة من سيطرة بابُر على مدينة كابُل، أُصيبت قُتلُغ نگار خانُم بِحُمَّى شديدة لم تُمهلها طويلًا، فتُوفيت بعد ستَّة أيَّامٍ من مرضها في 8 مُحرَّم 911هـ المُوافق فيه 10 حُزيران (يونيو) 1505م، أي أنها لم تعش لِترى فُتُوحات ابنها في الهند وتأسيسه دولةً إسلاميَّة جديدة في رُبُوعها وجُلُوسه على عرشها. دُفنت قُتلُغ نگار في حديقة كابُل، المشهورة اليوم بحديقة بابُر (بالفارسية: باغ بابُر)، بعد أن دفع ولدها ألف مثقالٍ لأنسبائه بني أرغون، أصحاب الحديقة المذكورة، لقاء قطعة الأرض حيثُ وُوريت والدته الثرى.

### بِلُغاتٍ أوروپيَّة
1. ↑  Robinson، Annemarie Schimmel (2005). Burzine K. Waghmar (المحرر). The empire of the Great Mughals: history, art and culture. ترجمة: Corinne Attwood (ط. Revised). Lahore: Sang-E-Meel Pub. ص. 144. ISBN:9781861891853.
2. ↑  Lal، Ruby (2005). Domesticity and power in the early Mughal world. Cambridge: Cambridge University Press. ص. 69. ISBN:9780521850223.
3. ↑  Yarshater، Ehsan؛ Lockhart, the late Laurence (1983). The Cambridge history of Iran (ط. Repr.). London: Cambridge University Press. ص. 119. ISBN:9780521246996.
4. 1 2  Beveridge، Annette Susannah (2006). Babur Nama : Journal of Emperor Babur (ط. 1.publ.). Penguin Books. ص. 13, 25. ISBN:9780144001491.

### بِلُغاتٍ أُخرى
1. ↑  سامى، ش (1896). قاموس الاعلام: تاريخ وجغرافيا لغاتنى وتعبير اصحله كافۀ اسماء خاصه‌يى جامعدر (بالتركية العثمانية). استانبول: مهران مطبعه‌سى. ج. 5. ص. 3602. مؤرشف من الأصل في 5 ديسمبر 2022. {{استشهاد بكتاب}}: تحقق من التاريخ في: |سنة= (مساعدة)
2. ↑  الساداتي، أحمد محمود (1957). تاريخ المُسلمين في شبه القارَّة الهنديَّة وحضارتهم (PDF). القاهرة: مكتبة الآداب. ج. الجزء الثاني. ص. 94 - 96. مؤرشف من الأصل (PDF) في 12 يوليو 2019. {{استشهاد بكتاب}}: تحقق من التاريخ في: |سنة= (مساعدة)